# Сагра-и-Перис, Рамон Дионисио де ла
Рамон Дионисио де ла Сагра-и-Перис (исп. Ramón Dionisio de la Sagra y Peris; 8 апреля 1798, Ла-Корунья, Испания — 23 мая 1871, Невшатель, Швейцария) — испанский политик, экономист и ботаник.

## Биография
В 1837 году принимал участие в политических делах Испании; после февральской революции отправился в Париж и напечатал несколько брошюр о социальных идеях Прудона.
В 1854 году вернулся в Мадрид и заседал в кортесах, в рядах либеральной партии.
Написал книги: «Historia fisica politica y natural de la isla de Cuba» (П., 1837—42; перев. на франц. яз.), «Cinco meses en los Estados Unidos» (П., 1836), «Licciones di economia social» (Мадрид, 1840), «Reflexiones sobre la industria espagnola» (Мадрид, 1842), «Apuntos para una biblioteca de escrito res economicos españoles» (Мадрид, 1848), «Icones plantarum in flora Gubena descriptarum etc.» (Мадрид, 1863). В 1861 году вышел 1-й том его десятитомной истории Кубы.